# Debre Tabor
Debre Tabor – miasto w północnej Etiopii, w regionie Amhara, w 2015 r. liczba mieszkańców wynosiła 87 100. Jest to ośrodek handlu oraz rzemiosła. W XIX wieku miasto było stolicą Etiopii.